# Exoticorum libri decem

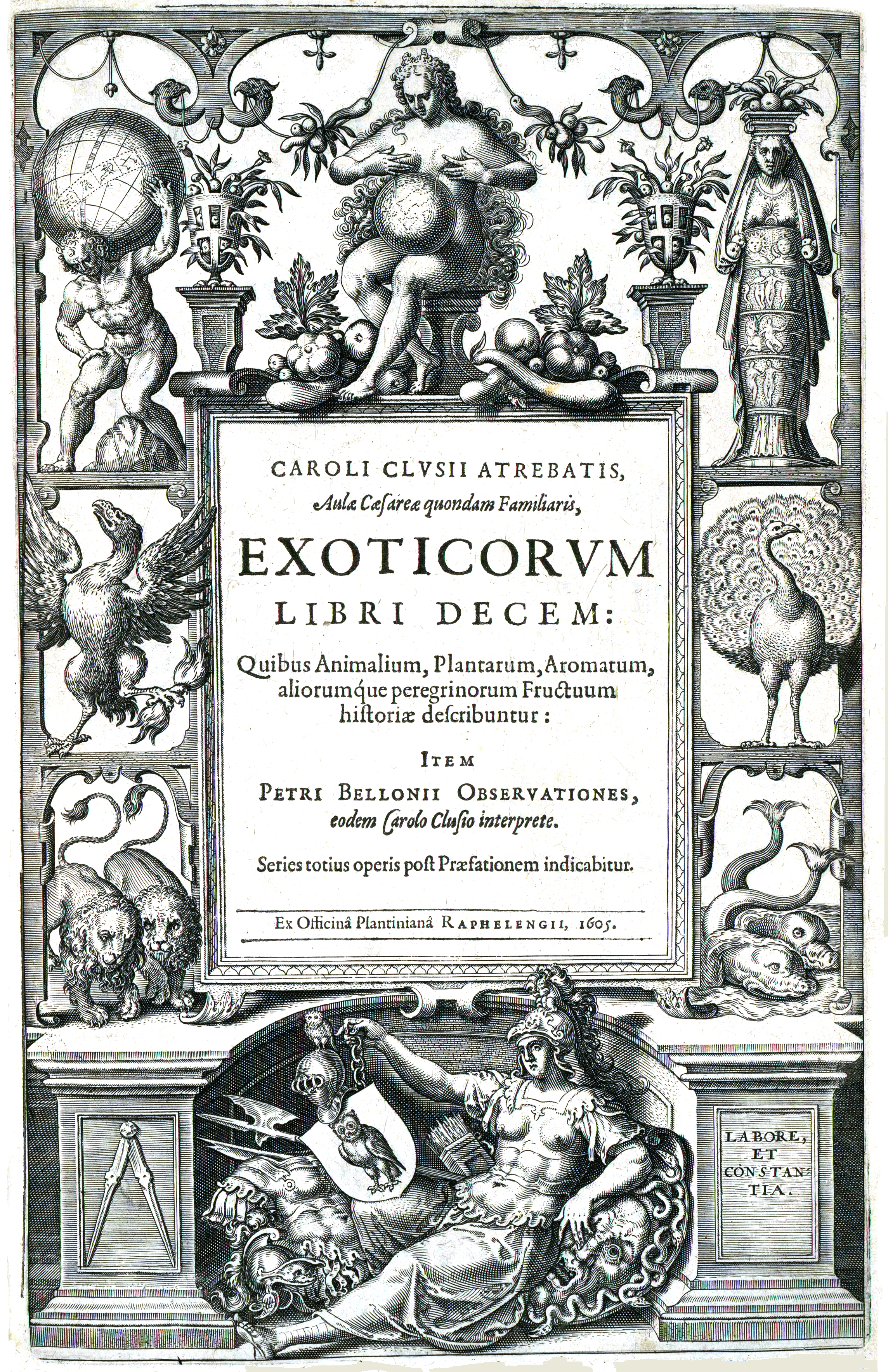

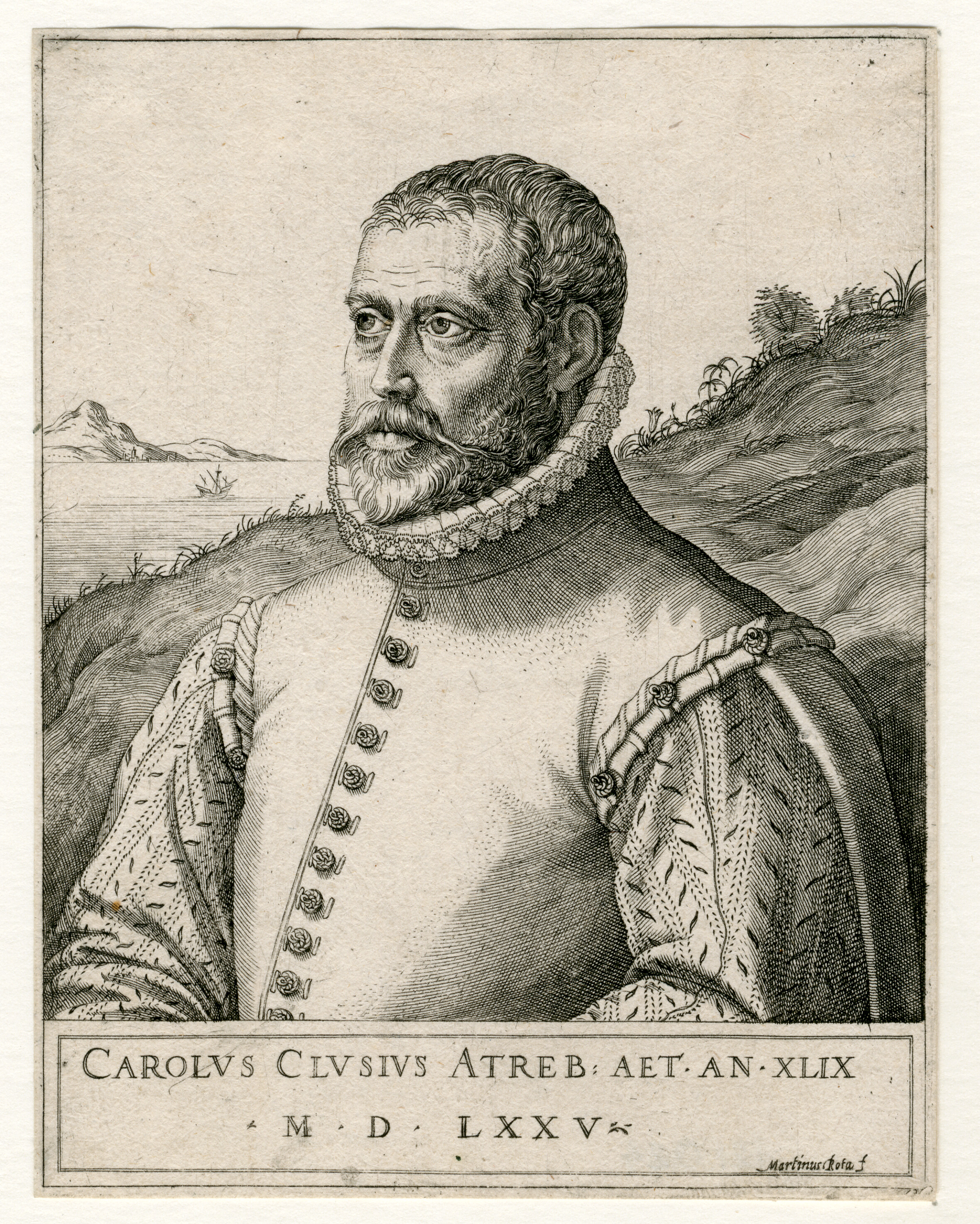
Carolus Clusius

Exoticorum libri decem é um compêndio botânico e zoológico escrito por Carolus Clusius, em latim e publicado em Leiden, no ano de 1605.
O título completo da obra é: Exoticorum libri decem, quibus animalium, plantarum, aromatum, aliorumque peregrinorum fructuum historiae describuntur.
Clusius não era somente um biólogo original mas também tinha competências de linguista. Tornou-se conhecido como tradutor e editor de trabalhos de terceiros. Exoticorum libri decem consiste de conteúdos de sua descoberta, de partes traduzidas e versões editadas anteriormente, devidamente referenciadas, e uma quantidade de novas ilustrações. Neste compêndio, identificáveis em separado, podem ser encontradas as traduções em latim, com suas próprias notas, de:
- Garcia de Orta, Colóquios dos simples e drogas he cousas medicinais da Índia (1563)
- Nicolás Monardes, Historia medicinal de las cosas que se traen de nuestras Indias Occidentales (1565-1574)
- Cristóvão da Costa, Tractado de las drogas y medicinas de las Indias orientales (1578)

Também existe material de Prospero Alpini (Prosper Alpinus) com notas efectuadas por Clusius. Com uma apêndice separado aparece a tradução (primeiramente publicada em 1589) de:
- Pierre Belon, Observations (1553)